# Bogusław Gorski
Bogusław Antoni Gorski (ur. 15 maja 1935 w Wilnie, zm. 27 listopada 2023) – polski działacz sportowy i polityk, przewodniczący Rady Naczelnej Polskiej Partii Socjalistycznej w latach 2006–2019.

## Życiorys
Był absolwentem Litewskiej Akademii Wychowania Fizycznego. Od 1959 był członkiem AZS Warszawa, grał w siatkówkę i był trenerem tej dyscypliny sportu w AZS Politechniki Warszawskiej. Od 1960 pracował jako nauczyciel Studium Wychowania Fizycznego i Sportu Politechniki Warszawskiej, w latach 1974–2004 był jego kierownikiem. W latach 1976–1978 był wiceprezesem Zarządu Środowiskowego AZS Warszawa ds. sportu, w latach 1988–1991 wiceprezesem Zarządu Głównego Akademickiego Związku Sportowego ds. finansowych, w latach 1991–2005 prezesem AZS Warszawa, w latach 2007–2014 członkiem Głównej Komisji Rewizyjnej AZS. W 2007 otrzymał godność honorowego członka AZS, był też honorowym prezesem warszawskiego środowiska AZS.
Bogusław Gorski prowadził aktywną działalność polityczną i społeczną w ramach Polskiej Partii Socjalistycznej od 1993 roku. W wyborach samorządowych w 1994 bez powodzenia ubiegał się  z listy PPS o mandat radnego gminy Warszawa-Centrum, a w 2006 kandydował bezskutecznie z lokalnego komitetu do rady dzielnicy Warszawy Praga-Południe. Stał na czele PPS jako przewodniczący Rady Naczelnej w latach 2006–2019, następnie został honorowym przewodniczącym. W 2018 reprezentował PPS w prezydenckim Komitecie Obchodów 100-lecia Polskiej Niepodległości. Był jednym z inicjatorów i rzeczników budowy pomnika Ignacego Daszyńskiego.
W 2022 został odznaczony Krzyżem Oficerskim Orderu Odrodzenia Polski.